# Phytocoris imperialensis
Phytocoris imperialensis är en insektsart som beskrevs av Stonedahl 1988. Phytocoris imperialensis ingår i släktet Phytocoris och familjen ängsskinnbaggar. Inga underarter finns listade i Catalogue of Life.